# Louis-Gabriel Lepetit
Louis-Gabriel Lepetit, francoski general, * 1875, † 1971.